# Берёзовая Роща (Владимирская область)
Берёзовая Роща — деревня в Кольчугинском районе Владимирской области России, входит в состав Раздольевского сельского поселения.

## География
Деревня расположена в 27 км на запад от центра поселения посёлка Раздолье и в 19 км на юго-запад от райцентра города Кольчугино.

## История
В конце XIX — начале XX века деревня называлась Блудово и входила в состав Коробовщинской волости Покровского уезда, с 1925 года — в составе Киржачской волости Александровского уезда. В 1859 году в деревне числилось 35 дворов, в 1905 году — 43 двора, в 1926 году — 52 двора. 
По данным на 1860 год деревня принадлежала Екатерине Абрамовне Акинфовой. 
С 1929 года деревня входила в состав Коробовщинского сельсовета Кольчугинского района, с 1979 года — в составе Белореченского сельсовета, с 1984 года — в составе Раздольевского сельсовета, с 2005 года — в составе Раздольевского сельского поселения.
В 1966 году деревня Блудово переименована в Берёзовую Рощу.

## Население
| 1859 | 1905 | 1926 | 2002 | 2010 | 2021 |
| ---- | ---- | ---- | ---- | ---- | ---- |
| 205  | ↗256 | ↘221 | ↘12  | ↘11  | ↘6   |